# Roeselia leucomelas
Roeselia leucomelas är en fjärilsart som beskrevs av De Toulgoët 1953. Roeselia leucomelas ingår i släktet Roeselia och familjen trågspinnare. Inga underarter finns listade.